# Moi, Elvis
 (janvier 2024).
Si vous disposez d'ouvrages ou d'articles de référence ou si vous connaissez des sites web de qualité traitant du thème abordé ici, merci de compléter l'article en donnant les références utiles à sa vérifiabilité et en les liant à la section « Notes et références ».
Moi, Elvis est une série d'animation franco-espagnole adaptée de l'œuvre de Bono Bidari, produite par Watch Next Media et Peekaboo Animation et diffusée à partir du 1er septembre 2020 sur Canal+ Family et Télétoon+.
Par la suite, elle est diffusée en clair à partir du 26 août 2024 sur Gulli.
En Belgique, elle est diffusée sur La Trois et Disney Channel.

## Synopsis
Elvis est un garçon très enthousiaste, téméraire, mais étourdi et un peu naïf. Il a une tendance à provoquer des catastrophes. Pourtant, il est toujours animé des meilleures intentions. Heureusement, il peut compter sur ses amis Boris et Emma.

## Fiche technique
- Réalisation : Javier Galan et Raphaël Lamarque
- Scénario : Daniel Gonzalez et Baljeet Rai
- Musique : Pierre Bonnemère
- Production : Philippe Alessandri, Ivan Agenjo et Javier Galan
- Sociétés de production : Watch Next Media et Peekaboo Animation
- Pays d'origine : France et Espagne

## Distribution

### Voix françaises
- Fily Keita : Elvis Riboldi
- Taric Mehani : Boris Nusrat
- Caroline Pascal : Emma Foster
- Nathalie Homs : Mme Jennifer, Ireland Riboldi
- Damien Ferrette : Leonidas Riboldi
- Benjamin Bollen : Pinky
- Raphaël Lamarque : M. Pinkerton
- Version originale
  - Société de doublage : I Love my prod
  - Direction artistique : Babette Vimenet et Brigitte Lecordier
  - Adaptation des dialogues : Peter Berts

## Épisodes
Les épisodes durent onze minutes chacun.

### Saison 1 (2020)
1. Moi, Elvis je quitte le nid
2. Moi, Elvis et la fureur de vaincre
3. Moi, Elvis et les bandits rayés
4. Moi, Elvis et le camping de l'extrême
5. Moi, Elvis et le camp des surdoués
6. Moi, Elvis et la famille Rouge-Sang
7. Moi, Elvis et Emma superstar
8. Moi, Elvis et ma petite entreprise
9. Moi, Elvis et la boisson miracle
10. Moi, Elvis et la pensionnaire indésirable
11. Moi, Elvis et l'école Pinkerton
12. Moi, Elvis et le jour sans fin
13. Moi, Elvis et la varicelle mutante
14. Moi, Elvis et mon parfum
15. Moi, Elvis et le taulard
16. Moi, Elvis et la malédiction des Rouge-Sang
17. Moi, Elvis et la machine à remonter le temps
18. Moi, Elvis et Cyber-Jenny
19. Moi, Elvis et Murphy l'extra-terrestre
20. Moi, Elvis super-héros
21. Moi, Elvis et mon double
22. Moi, Elvis et le singe à trois têtes
23. Moi, Elvis meilleur espoir masculin
24. Moi, Elvis chef de famille
25. Moi, Elvis, et Mister Bonobo
26. Moi, Elvis directeur de campagne
27. Moi, Elvis, businessman
28. Moi, Elvis et la mémoire de Jennifer
29. Moi, Elvis roi du karaoké
30. Moi, Elvis cupidon
31. Moi, Elvis super intello
32. Moi, Elvis le meilleur ami de Boris
33. Moi, Elvis et le trio infernal
34. Moi, Elvis et la cabane au bord du lac
35. Moi, Elvis et papy Riboldi
36. Moi, Elvis et l'assurance Elvis
37. Moi, Elvis et Tata Florence
38. Moi, Elvis fils de modèle
39. Moi, Elvis et la famille pétoche
40. Moi, Elvis et la babysitter
41. Moi, Elvis et Noël
42. Moi, Elvis et Halloween
43. Moi, Elvis artiste
44. Moi, Elvis détective
45. Moi, Elvis et l'anarchie à Icaria
46. Moi, Elvis et la puberté
47. Moi, Elvis et le soupçon de piment
48. Moi, Elvis et Icaria : le jeu vidéo
49. Moi, Elvis facteur
50. Moi, Elvis et le départ d'Emma
51. Moi, Elvis et la ruine des Pinkertons
52. Moi, Elvis et la photo de classe